# 克瓦雷利
41°57′0″N 45°49′0″E / 41.95000°N 45.81667°E

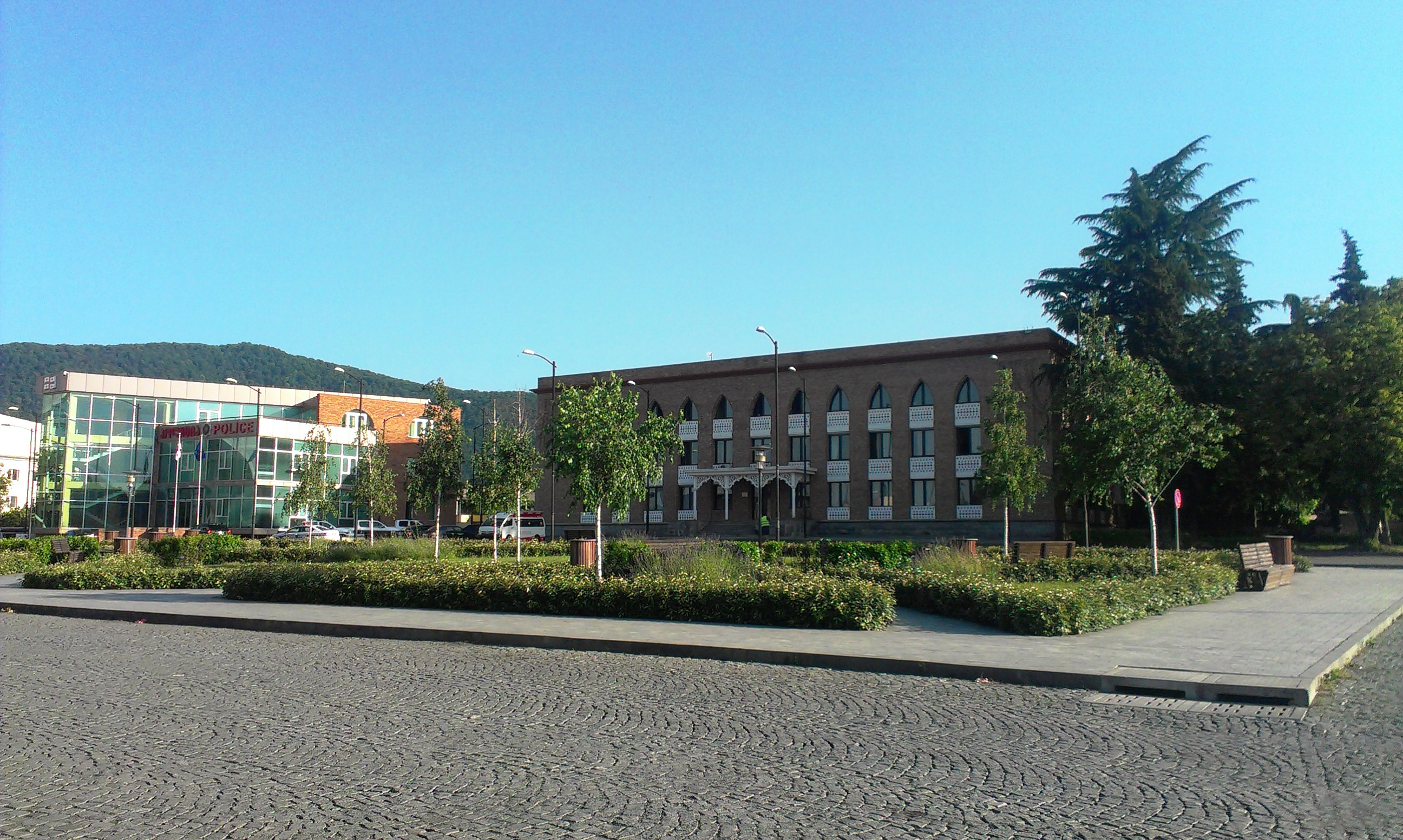
克瓦雷利

克瓦雷利（羅馬化：Qvareli）是格魯吉亞東北部卡赫蒂大区克瓦雷利市鎮的城鎮及其行政中心。主要經濟活動有農產品加工和釀酒，該國詩人恰夫恰瓦澤的故居在1972年改建成博物館，2014年人口7,739。